# Marko Pogačnik
Marko Pogačnik (Kranj, 11 de agosto de 1944) es un escultor, artista de land art, geomante y escritor esloveno.

## Biografía
Marko Pogačnik nació en Kranj, hijo de Albin, maestro de imprenta y numismático, y de Mara, ama de casa. Estudió escultura en la Academia de Bellas Artes de Liubliana, donde se graduó en 1967. De 1965 a 1971 fue miembro del grupo internacional de artistas OHO, activo en el campo del arte conceptual y el land art.
En 1971, junto con su familia y amigos, fundó una comunidad de artistas, la "Familia Šempas" en Šempas (Valle de Vipava, Eslovenia), que existió hasta 1979.
A mediados de la década de 1980 desarrolló lo que llamó "litopuntura", que puede considerarse una forma de acupuntura para la tierra, destinada a "sanar" y "reequilibrar" lugares y paisajes mediante la colocación de pilares de piedra en puntos seleccionados. Desde entonces, ha realizado numerosos proyectos de "sanación" de paisajes urbanos y naturales. Por ejemplo, en el Schlosspark Türnich, en Alemania, y también en el sendero geomántico de Bad Blumau, en Austria. También ha llevado a cabo proyectos de litopuntura a lo largo de la frontera entre Irlanda del Norte y la República de Irlanda, cerca de Londonderry, y en Salzburgo.
En 1991 se le encargó el diseño del escudo nacional de Eslovenia.
Actualmente siguie viviendo y trabajando en el pueblo de Šempas, en el valle inferior de Vipava. La ciudad de Nova Gorica, en cuyo término municipal reside, le ha encargado una serie de monumentos públicos, entre los que destaca el monumento a los 1000 años de la primera mención de Gorica y de Solkan, que se encuentra en la plaza central de la ciudad. Desde 2008, año en que Eslovenia ostentó la presidencia del Consejo de la Unión Europea, se encuentra en el cruce de las calles Tivolska y Slovenska de Liubliana un conjunto monumental de su autoría titulado Holograma de Europa (en esloveno Holograma Evrope), formado por 27 pilares de piedra que simbolizan los Estados miembros de la UE y otros 6 pilares adicionales en representación de aquellos países que no son miembros pero forman parte de Europa.

## Premios
En 1991, Marko Pogačnik recibió el Premio de la Fundación Prešeren por su obra. En 2008 fue galardonado con el Premio Jakopič, el premio más importante en el campo de las bellas artes de Eslovenia. Ha sido nominado en dos ocasiones al Premio Right Livelihood.
El 5 de febrero de 2016 fue nombrado 56.º Artista para la Paz de la UNESCO. Recibió el título en París en una ceremonia especial de manos de la Directora de la UNESCO, Irina Bokova.

## Exposiciones
- Exposiciones con OHO
  - 1970: Museo de Arte Moderno de Nueva York
  - 1971: Bienal de París
- Exposiciones de la Familia Šempas
  - 1977: Trigon, Graz
  - 1978: Bienal de Venecia

## Galería

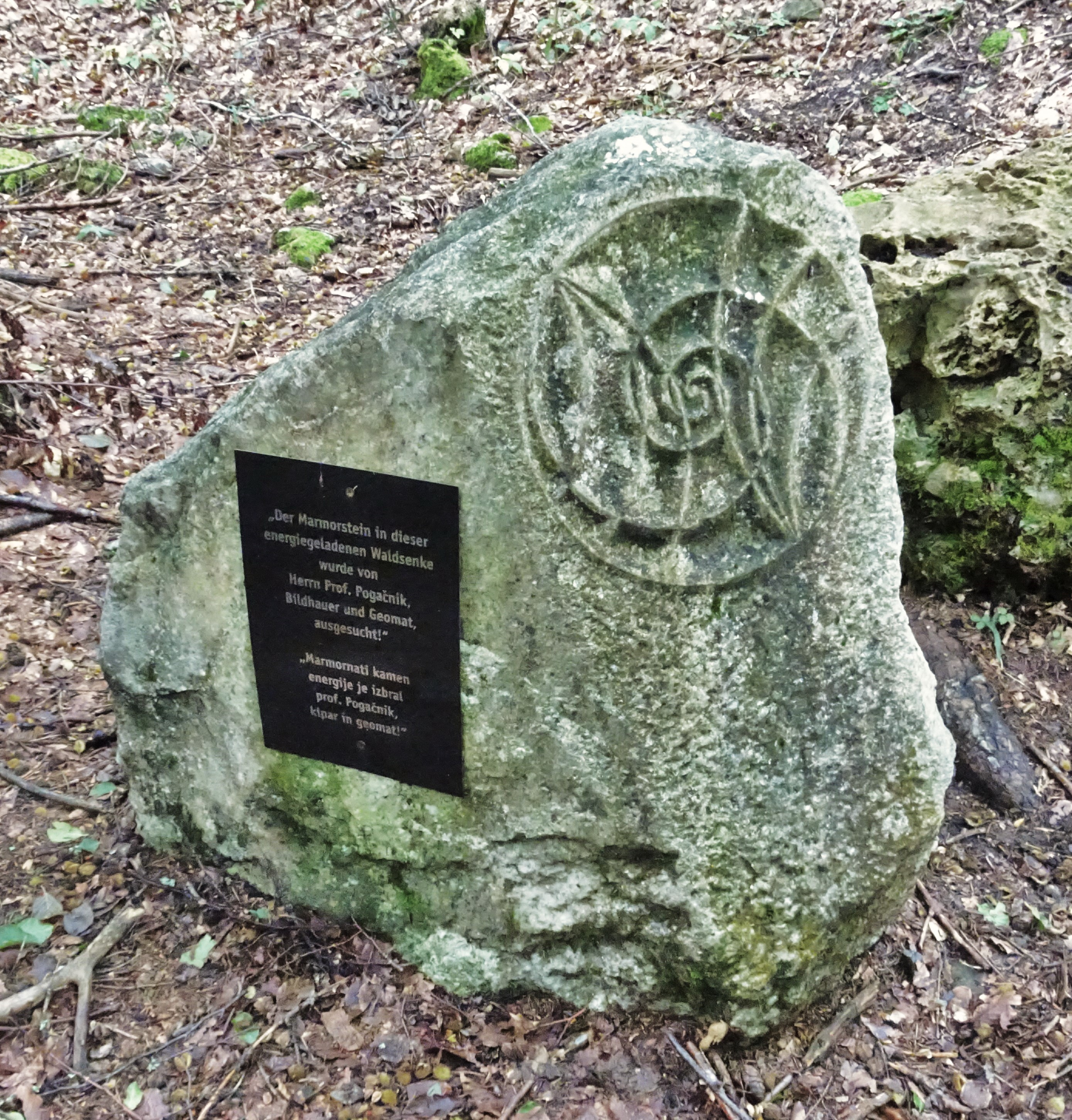
Litopuntura en Rupertiberg (Ludmannsdorf, Austria)
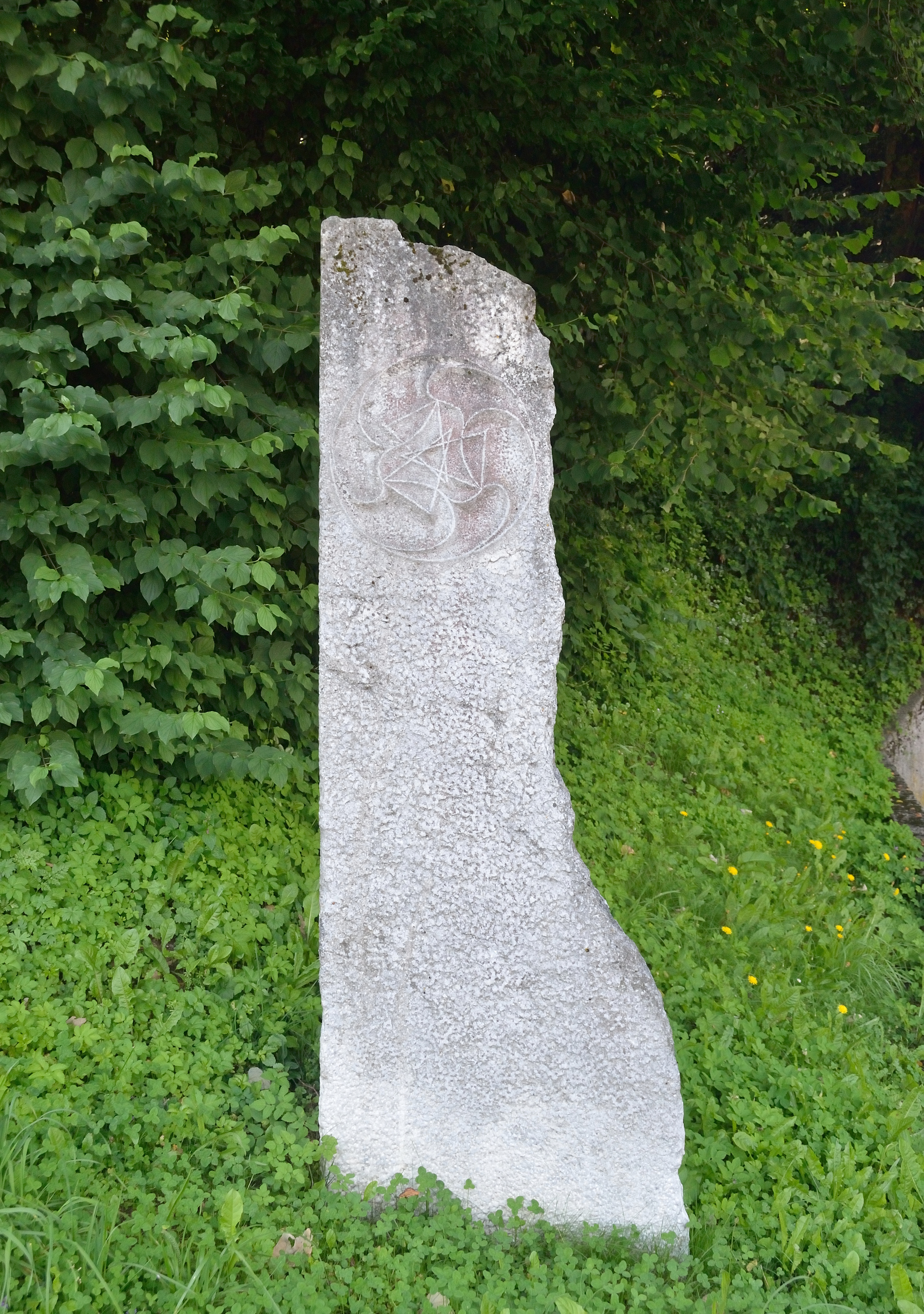
Estela de piedra en Bleiburg (Austria), 1999
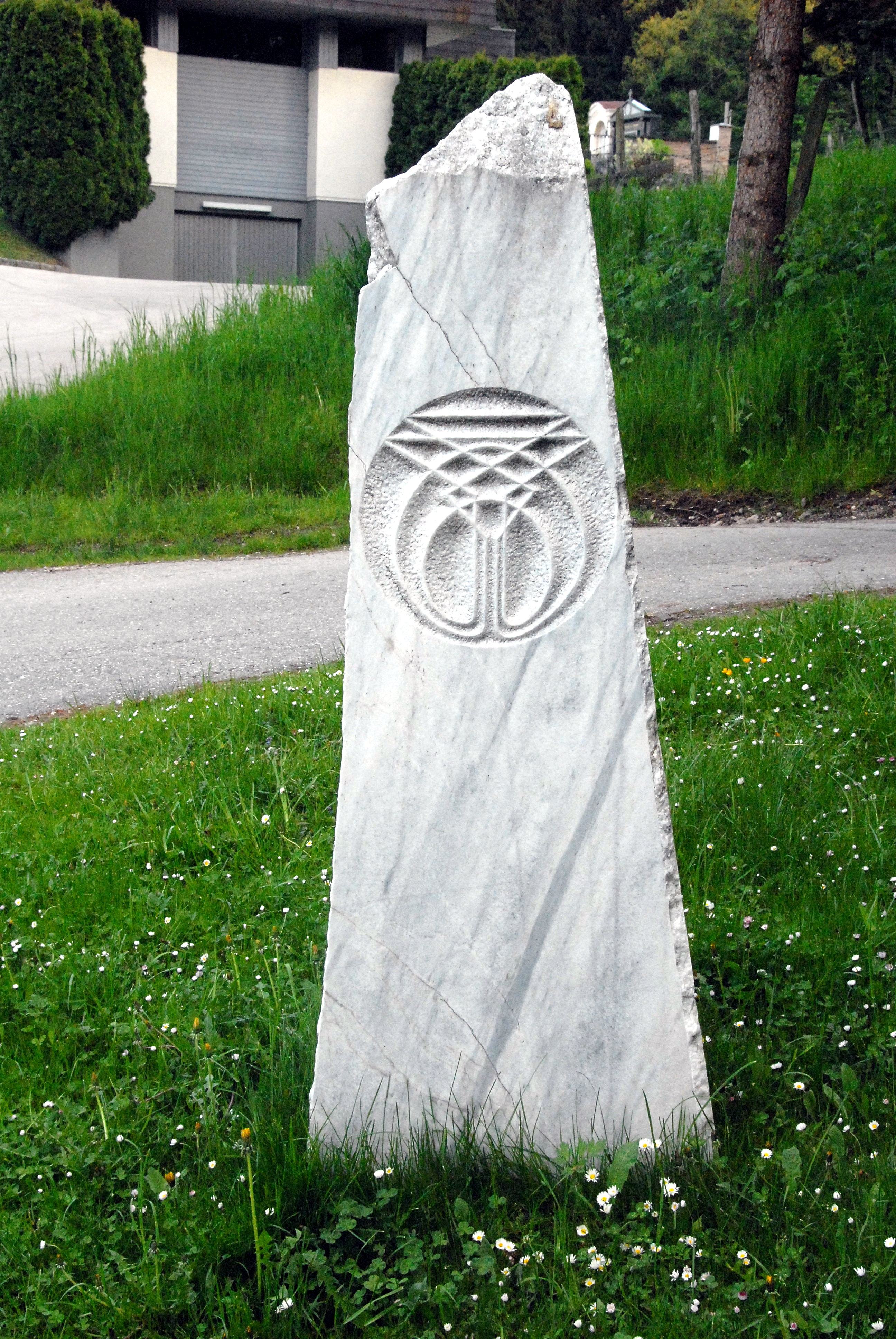
Litopuntura con cosmograma en St. Paul im Lavanttal (Austria)
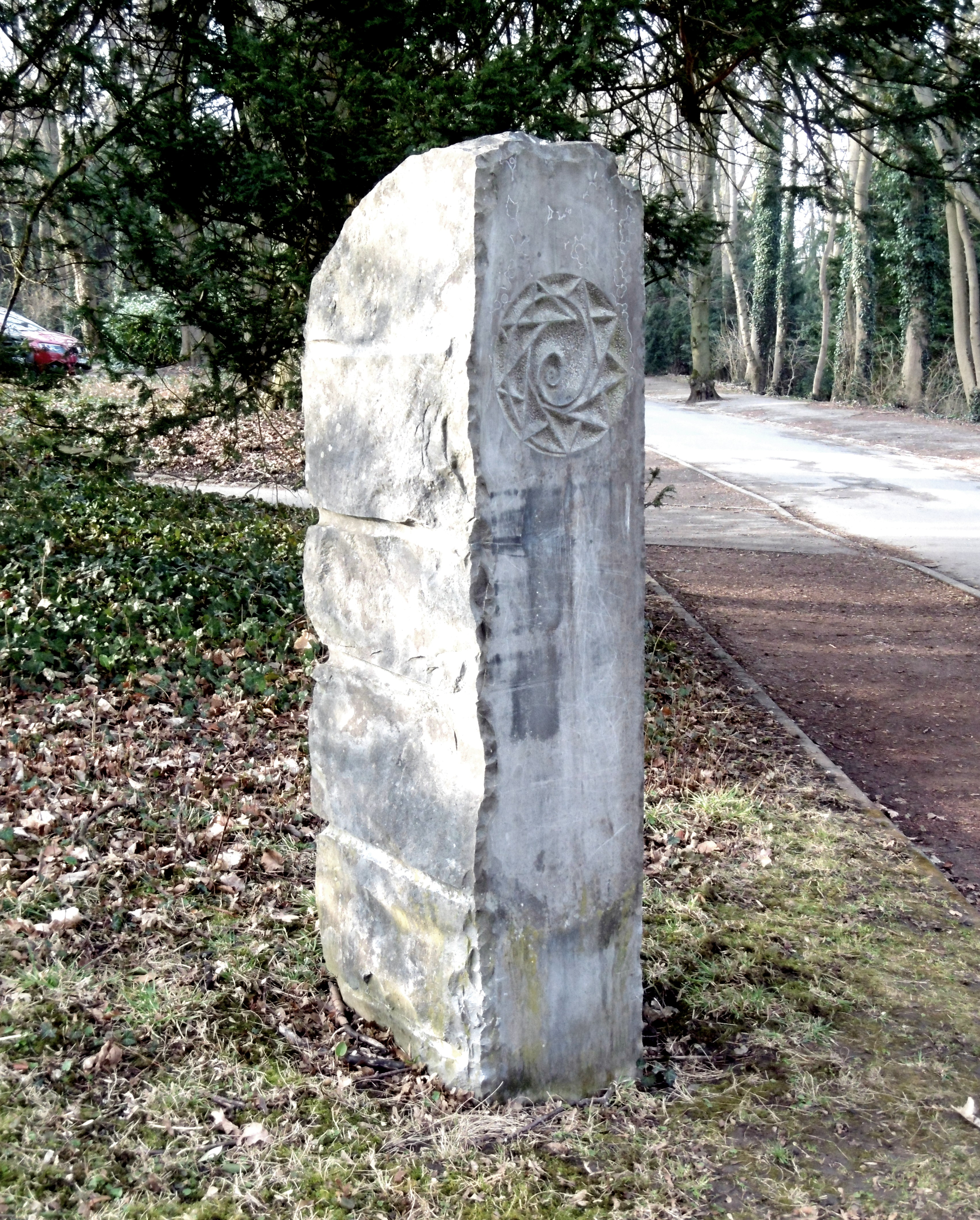
Aquisgrán - un paisaje de la diosa, Aquisgrán-Lousberg, 1999.